# Weißenmoor
Weißenmoor (Kirchwalsede) ist ein Ortsteil der Gemeinde Kirchwalsede in der Samtgemeinde Bothel im niedersächsischen Landkreis Rotenburg (Wümme).

## Geografie

### Geografische Lage

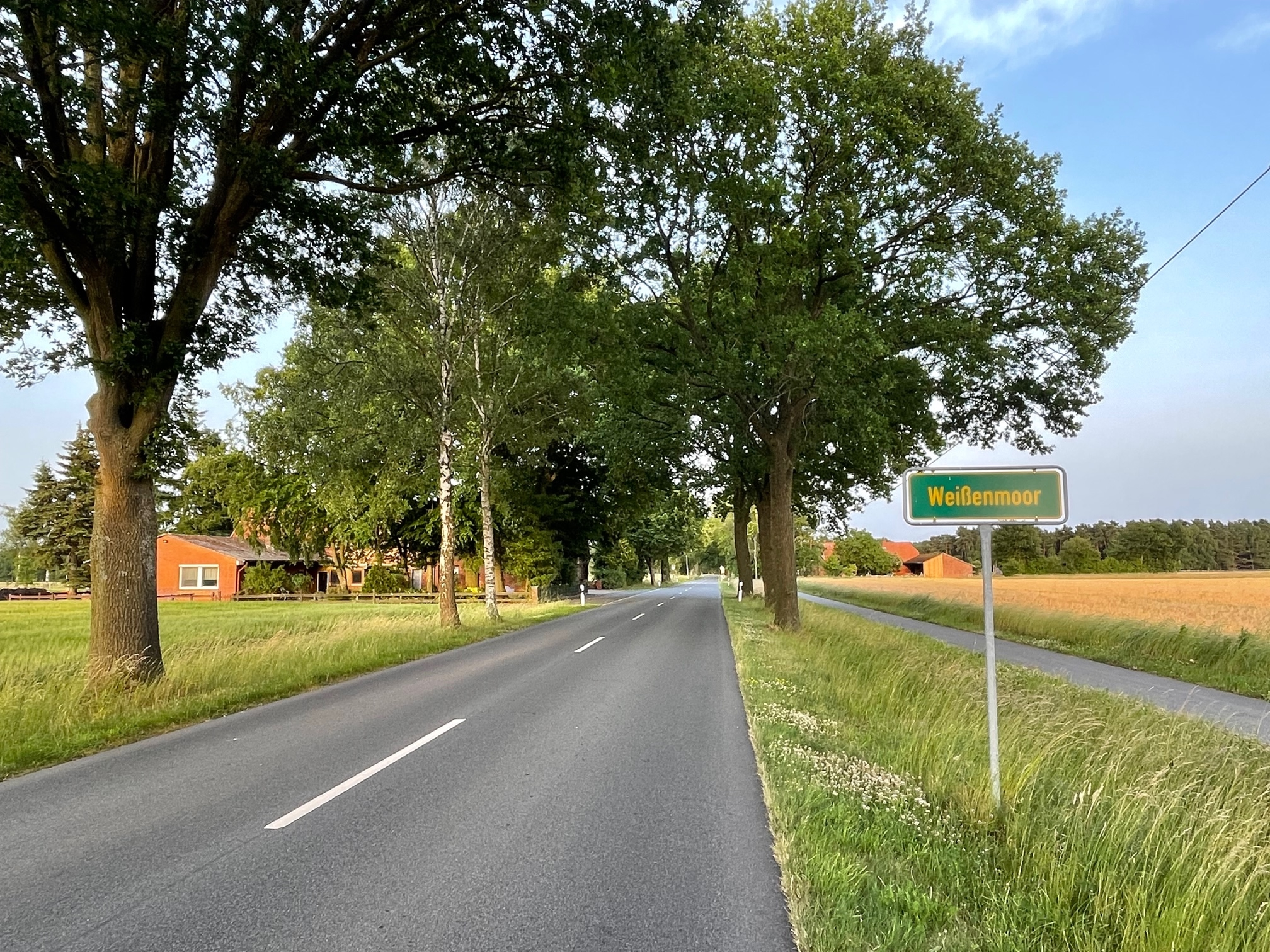
Ortseingang Weißenmoor

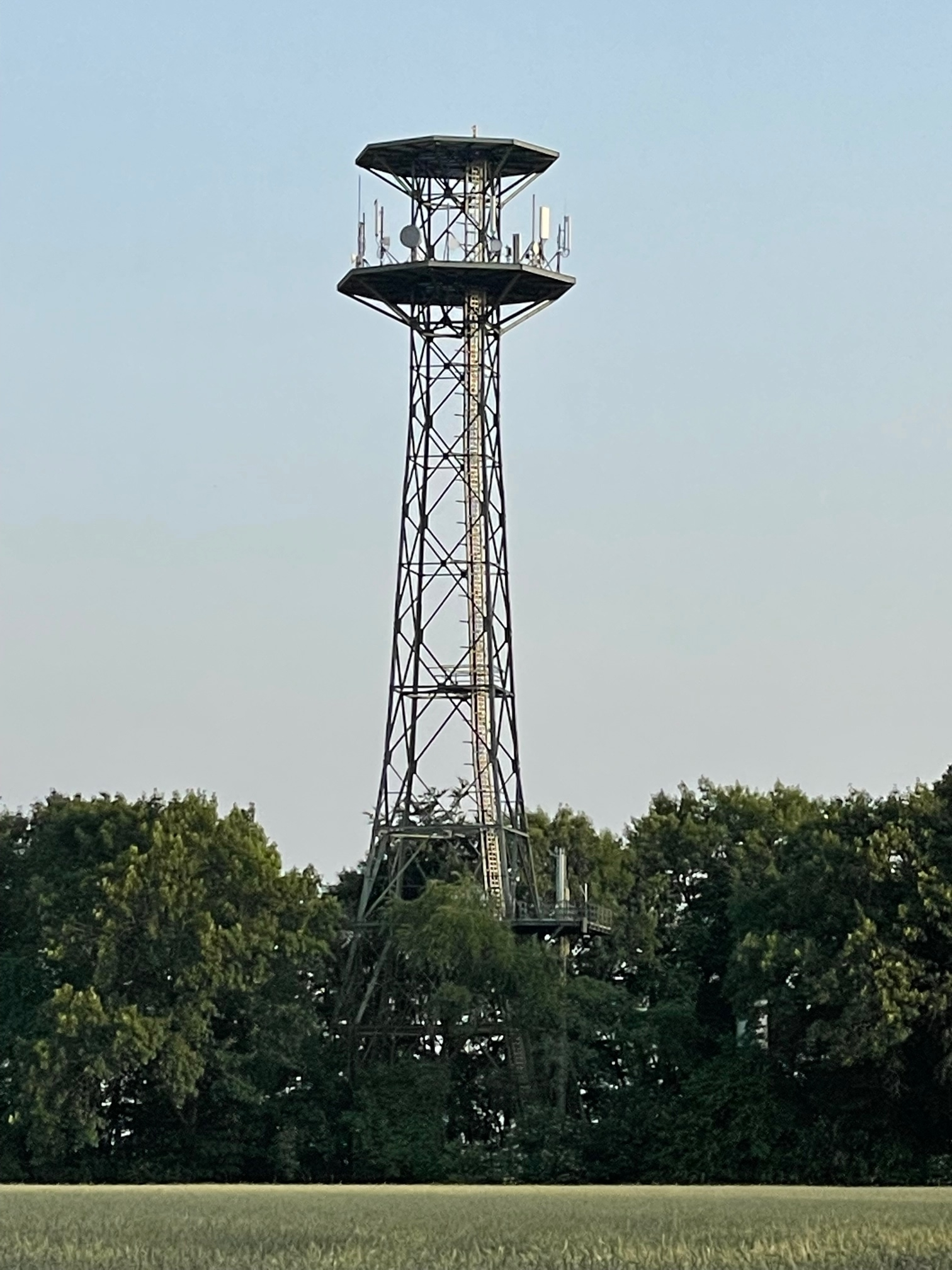
Funkturm auf dem Hampberg

Weißenmoor liegt im südöstlichen Bereich der Gemeinde Kirchwalsede, 3,1 km vom Kernort entfernt. Die höchste Erhebung in der Gemarkung, die aus dem flachen Land nur ein Wenig herausragt ist der Hampberg, mit 61 m über NHN. Er liegt am südöstlichen Ortsrand von Kirchwalsede in Richtung Weißenmoor und ist durch einen Funkturm eine weit erkennbare Landmarke.
In Weißenmoor gibt es keine Straßenbezeichnungen, sondern nur Hausnummern, die sich längs zweier Straßen aufreihen.

### Nachbarorte
Nachbarorte sind – von Norden aus im Uhrzeigersinn – die beiden Kirchwalseder Ortsteile Federlohmühlen und Riekenbostel, dann Lüdingen und Dreeßel, beides Ortsteile von Visselhövede, weiter zwei Ortsteile von Kirchlinteln: Odeweg und Groß Sehlingen und das zur Gemeinde Westerwalsede gehörige Süderwalsede und schließlich der Kernort Kirchwalsede.
| Kirchwalsede   | Federlohmühlen                              | Riekenbostel |
| Süderwalsede   | Kompassrose, die auf Nachbargemeinden zeigt | Lüdingen     |
| Groß Sehlingen | Odeweg                                      | Dreeßel      |

## Geschichte

### Vor- und Frühgeschichte
Vor – und Frühgeschichtliche Funde im nahen Wittorf (z. B. aus der älteren Bronzezeit (2200-800 v. Ch.) und Lausitzer Kultur (1300–500 v. Chr.) oder Hallstattzeit (800-450v. Cr.)) belegen eine sehr frühe Besiedlungsgeschichte der Gegend. Auch direkt am Rande des Weißen Moores, wurde 1955 beim Eggen ein Kulthügel mit Steinkreis aus Feldsteinen aus der Zeit um 700 v. Chr. entdeckt.

### Die Besiedlung von Weißenmoor

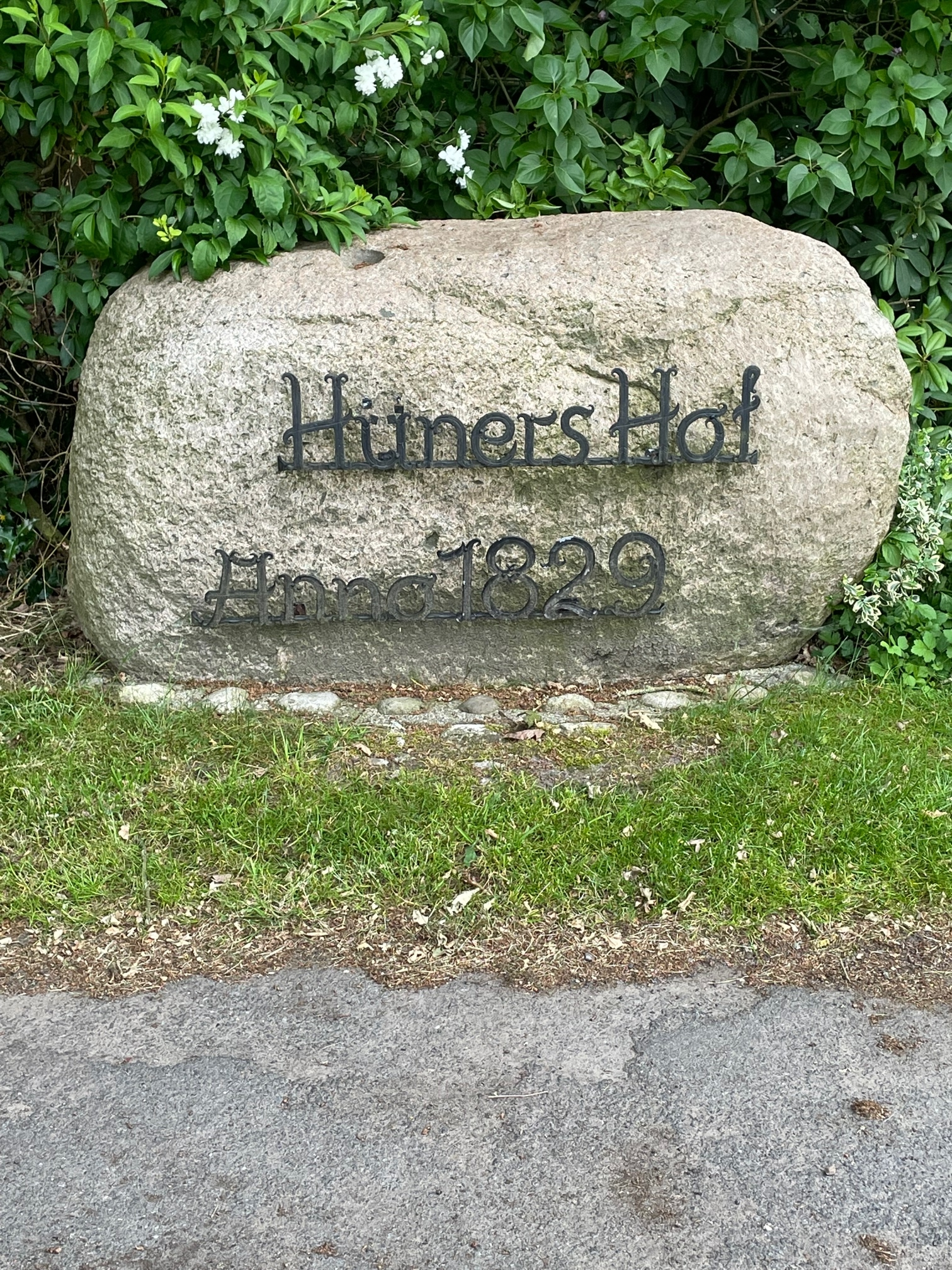
Weißenmoor Hüners Hof 1829

Zur Ausweitung landwirtschaftlicher Fläche wurde von Kirchwalsede her, zu Beginn des 19. Jahrhunderts, mit der Nutzung des trocken gelegten Weißen Moores begonnen. Bald folgte auch die Besiedlung der Gegend. Das älteste Gebäude von Weißenmoor ist die Neubauerstelle Dietrich Thies, früher Kirchwalsede Hausnr. 35, heute Weißenmoor 6. Es wurde etwa 1812–1817 errichtet und stammt ursprünglich aus Sehlingen. Der Begründer hieß Harm Vogelsang. Zu den frühen Stellen gehört auch die Anbauerstelle Hüner, früher Kirchwalsede Hausnr. 47, heute Weißenmoor 3. Wohl der jüngste Hof. er ist erst Ende der 1920er Jahre entstanden, ist Weißenmoor 2. Hier lag davor die lokale Lehmgrube.

### Gebietsreform
Seit der Gebietsreform, die am 1. März 1974 in Kraft trat, ist der Weiler, der vorher schon an die Gemeinde Kirchwalsede angebunden war, in der Samtgemeinde Bothel integriert.

## Politik

### Bürgermeister
Ehrenamtlicher Bürgermeister für die aktuelle Wahlperiode (ab 2021) im Kernort Kirchwalsede ist Friedrich Lüning (Bürgerliste).

## Wirtschaft und Infrastruktur

### Wirtschaftsstruktur
Der Weiler Weißenmoor ist rein landwirtschaftlich geprägt. Dabei sind Ackerbau und Schweinemast die Schwerpunkte. In Weißenmoor gab es bis 2021 eine, zentral an der Durchgangsstraße gelegene, Gastwirtschaft. Die nächsten Einkaufsmöglichkeiten für alle Grundbedürfnisse gibt es, außer im Kernort Kirchwalsede, auch in Visselhövede, in Rotenburg und Verden.
Darüber hinaus finden sich im nahen Kirchwalsede Geschäftsstellen der Volksbank Wümme-Wieste eG und der Sparkasse Rotenburg-Bremervörde, ein Friseur, ein Hotel sowie eine Hausarzt- und eine Zahnarztpraxis.

### Bildung

#### Kinderkrippe und Kindergarten
Die nächste Kinderkrippe, das Walseder Strolchennest, gibt es in Kirchwalsede. Sie ist in der Trägerschaft der Gemeinde. Ebenso verfügt die Gemeinde Kirchwalsede über den Kindergarten Lummerland in eigener Trägerschaft.

#### Schulen
Die zuständige Grundschule ist in Kirchwalsede. Alle Ortsteile sind über einen Abholdienst an die Kerngemeinde angebunden. Weiterführende Schulen besuchen die Kinder in Bothel (Wiedau Schule Haupt- und Realschule) und Rotenburg (Wümme) (Ratsgymnasium). Darüber hinaus sind in Rotenburg eine Montessori-Grundschule und im Walsroder Stadtteil Benefeld eine Freie Waldorfschule.

### Verkehrsanbindung

#### Straße
Der Ortsteil liegt direkt an der Kreisstraße 205, die von der Anbindung an die Bundesstraße 440 in Wittorf (Visselhövede) über Lüdingen aus östlicher Richtung kommt und durch den Hauptort Kirchwalsede weiter nach Westerwalsede im Nordwesten führt. Die Bundesstraße 440 verbindet Weißenmoor mit den Gemeinden Rotenburg (Wümme) und Visselhövede. Im weiteren Umfeld liegen die Bundesstraßen 215 und 71, sowie die Kreisstraße 206.
Weißenmoor liegt im Einzugsbereich der Autobahnen 7, 27 und 1.

#### Bahn
Es gibt für Weißenmoor mehrere Bahnanbindungen:
- Bahnhof Rotenburg (Wümme) (13 km),
- Bahnhof Verden (Aller) (19 km),
- Bahnhof Visselhövede (13 km).

#### Fahrrad
Seit 2020 ist Weißenmoor auch mit einem Fahrradweg an Kirchwalsede und den gesamten Kreis Rotenburg mit seinem gut ausgebauten Fahrrad-Wegenetz angebunden. Es verbindet alle Ortsteile der Gemeinde untereinander und mit den Nachbargemeinden.

#### Nahverkehr
Durch Buslinien des öffentlichen Personennahverkehrs ist Weißenmoor mit Kirchwalsede und den anderen Ortsteilen, Gemeinden und Städten verbunden. Die Buslinie 885 verbindet Weißenmoor direkt mit Kirchwalsede und weiter mit Westerwalsede, Unterstedt und Rotenburg. Die Linie 725 führt von Kirchwalsede über Süderwalsede, Holtum, Walle und Kirchlinteln nach Verden (Aller).
Darüber hinaus gibt es eine Reihe von Umstiegsmöglichkeiten auf weitere Linien. Eine sinnvolle Ergänzung dieses Angebotes stellt das Anrufsammeltaxi dar. Es bietet den Bürgern nochmals eine frei wählbare Beförderungsoption.

## Kultur

### Veranstaltungen
- Villa RoX Weißenmoor

Bereits viermal, in den Jahren 2016 bis 2019, organisierte der Verein Villa Rotenburg e.V. (Verein zur Förderung von Kunst und Sub-Kultur in Rotenburg) unter dem Namen Villa RoX Weißenmoor in Weißenmoor jeweils Sommer-Musikfestivals. Coronabedingt entfielen geplante weitere Veranstaltungen dieser Art in den Jahren 2020 und 2021.
- Hurricane Festival

Auch das Hurricane Festival im nahen Scheeßel am Eichenring ist zu nennen. Es dauert drei Tage und wird von ARTE und NDR übertragen. Viele international bekannte Bands sind beteiligt, unter Anderen: Royal Blood, The Hives, Rise Against und Hot Milk. Die Zahl der Zuhörer liegt bei 78.000 (2022).